# قشلاق عليش (مقاطعة بيله سوار)
قشلاق علیش (بالفارسية: قشلاق علیش) هي منطقة سكنية تقع في إيران في قسم أنجیرلو الريفي. يقدر عدد سكانها بـ 19 نسمة .